# Alfred Nobel
Pour les autres membres de la famille, voir famille Nobel.
Alfred Bernhard Nobel /'alfrəd 'bɛɳhɑ:ɖ noˈbɛ:l /, né le 21 octobre 1833 à Stockholm en Suède et mort le 10 décembre 1896 à Sanremo en Italie, est un chimiste, industriel et fabricant d'armes suédois. Dépositaire de plus de 350 brevets scientifiques de son vivant, dont celui de la dynamite, invention qui a fait sa renommée. Il fonde l'entreprise KemaNobel en 1871, et rachète l'entreprise d'armement Bofors en 1894.
Dans son testament, il légua son immense fortune pour la création du prix Nobel. L'élément chimique nobélium a été appelé ainsi en son honneur.

## Biographie
Alfred Bernhard Nobel est le troisième fils d'Immanuel Nobel (1801-1872) et d'Andriette Ahlsell Nobel. Membre de la famille Nobel comportant de nombreux ingénieurs, il descend d'Olof Rudbeck (1630-1702), l'un des scientifiques suédois les plus connus du XVIIe siècle, auteur de l'ouvrage de science-fiction Atlantis.
À l'âge de neuf ans, il déménage avec sa famille pour Saint-Pétersbourg, où son père, qui plus tard inventera le contreplaqué moderne, fonde une entreprise de mines marines. À la suite d'une infortune dans son pays natal, à tradition pacifiste, Immanuel Nobel s'installa en Russie en 1838. En Suède, ses inventions d'explosifs, notamment les mines, ne rencontrèrent que peu de succès. À l'âge de 18 ans, Alfred part aux États-Unis, où il étudie la chimie pendant quatre ans et travaille pendant une courte période avec John Ericsson. En 1859, la direction de l'entreprise paternelle est laissée à son frère Ludvig Nobel (1831-1888), qui plus tard fonda, en Russie, la Machine-Building Factory Ludvig Nobel et Branobel, et devint l'un des hommes les plus riches et les plus puissants de Russie.
Durant des siècles, la poudre à canon est restée le seul explosif puissant. En 1846, sont découvertes la nitrocellulose, puis en 1847, par Ascanio Sobrero, la nitroglycérine. En 1850, Alfred Nobel passe un an à Paris pour étudier sous la direction de Théophile-Jules Pelouze, collègue d'Ascanio Sobrero. Après son retour en Suède en compagnie de son père, Alfred se consacre entièrement, à partir de 1862, à l'étude des  explosifs, mettant l'accent sur l'utilisation et la commercialisation sécurisée de la nitroglycérine. Bien que frustré dans son désir d'être un homme de lettres, il rédige à cette période, en anglais, des poèmes de qualité littéraire modeste et entame deux romans restés inachevés, Brothers and Sisters et In Lightest Africa. En 1871, il fonde KemaNobel, une des entreprises à l'origine d'AkzoNobel. Plusieurs explosions ont eu lieu dans l'usine familiale d'Heleneborg, dont une particulièrement désastreuse qui, le 3 septembre 1864, coûta la vie à cinq personnes dont Emil, le frère cadet d'Alfred.
Il s'attelle donc à rendre l'usage de la nitroglycérine moins dangereux, et est le premier à réussir à maîtriser sa puissance explosive. Alfred Nobel découvre accidentellement, par sérendipité, que, lorsque la nitroglycérine est mélangée à un solide inerte et absorbant appelé Kieselguhr (terre diatomacée), elle devient beaucoup plus sûre à transporter et à manipuler, l'explosion nécessitant l'usage d'un détonateur. Il met au point le « détonateur breveté Nobel » en 1865. La dynamite fait l'objet d'un brevet d'invention du 7 mai 1867 en Angleterre et du 19 septembre 1867 en Suède. Il l'utilise pour la première fois, le 14 juillet 1867, dans une carrière à Redhill, en Angleterre (Surrey).
Alfred Nobel réside à Paris à partir de 1875. En 1876, il rencontre une jeune femme de dix ans sa cadette, Bertha von Suttner, qui est sa secrétaire pendant deux semaines. Il entretiendra une correspondance avec la future pacifiste. En 1881, il acquiert l'ancien château de Sevran en Seine-et-Oise (actuellement Seine-Saint-Denis). Le 8 mars 1881, il acquiert le château dit « La Maison du Fayet », une maison caractéristique du XVIIIe siècle. Cette propriété historique à Sevran était consacrée par Alfred Nobel pour ses recherches sur la dynamite-gomme, qui est utilisée dans les travaux sous-marins. Sevran était à l’époque un village de 500 habitants, qui abritait « d’éminents pyrotechniciens qui pratiquent leurs recherches dans les bâtiments de la poudrerie nationale ». Son laboratoire, construit pour ses expériences est situé derrière la maison. Sa « ballistite » à savoir, la poudre sans fumée, pour laquelle il a travaillé avec acharnement, est mise au point secrètement par la Poudrerie nationale.
Dans son laboratoire français, il invente accidentellement, là encore par sérendipité, un nouvel explosif plus pratique d'emploi que la dynamite. Composée de nitroglycérine (93 %) et de collodion (7 %), la « dynamite extra Nobel » (brevet de 1875) ou gélignite (blasting gelatin) n'est autre que la dynamite gomme ou dynamite plastique (à ne pas confondre avec le plastic qui est un mélange d'hexogène et/ou de penthrite avec une huile et un plastifiant).
C'est la publication erronée par un journal français d'une nécrologie prématurée en 1888, condamnant son invention de la dynamite, qui le décide à laisser une meilleure image de lui au monde après sa mort. La nécrologie affirmait ainsi : « Le marchand de la mort est mort. Le Dr Alfred Nobel, qui fit fortune en trouvant le moyen de tuer plus de personnes plus rapidement que jamais auparavant, est mort hier »,,
Fatigué par les lourdeurs administratives françaises et une violente campagne de presse contre lui qui lui reproche d'avoir vendu les droits de la ballistite au gouvernement italien, Alfred Nobel s'installe dans la villa Nobel à Sanremo en Italie en 1891, ce qui ne fait qu'irriter les milieux nationalistes français, l'Italie étant l’alliée des ennemies de la France, l’Autriche-Hongrie et l’Allemagne.
Le 27 novembre 1895 — au Cercle suédois et norvégien de Paris, 242, rue de Rivoli, dans des locaux où son bureau est toujours conservé — Alfred Nobel met un point final à son testament en léguant la quasi-intégralité de sa fortune pour la création d'un fonds dont les intérêts doivent être redistribués « à ceux qui au cours de l'année écoulée auront rendu à l'humanité les plus grands services » dans cinq domaines : la paix ou la diplomatie, la littérature, la chimie, la physiologie ou la médecine, et la physique : c'est la naissance du Prix Nobel. La fortune qu'il laisse ainsi est de 31,5 millions de couronnes suédoises de l'époque, ce qui est estimé à 1,7 milliard de couronnes suédoises de 2013 (179 millions d'euros). Resté célibataire toute sa vie et sans enfant, saint-simonien prônant la récompense en fonction du mérite et condamnant l'institution de l'héritage qui abandonne l'utilisation des instruments de production au hasard de la naissance, Alfred Nobel lègue tout de même près d'un million de couronnes suédoises, réparties principalement entre les deux fils de son frère aîné Robert Nobel, mais aussi ses nièces, d’anciens employés et des amis,.
Alfred Nobel, lui-même de tendance mélancolique, avait songé à créer un établissement d'euthanasie pour les personnes désireuses d'en finir avec l'existence. Ainsi avait-il proposé à Francesco Crispi, président du Conseil italien, la somme de trois millions de lires afin de créer à Rome ou à Milan un établissement d'euthanasie pour ceux qui sont fatigués de vivre ; là, au terme d'un repas somptueux, ils seraient définitivement endormis par des parfums agréables au son d'une douce musique.
Il meurt d'un accident vasculaire cérébral le 10 décembre 1896, dans les bras d'un domestique, à Sanremo et est enterré au cimetière du Nord à Stockholm.

## Postérité

### Hommages
- Le 21 octobre 1991, à l'initiative de la fondation Nobel, une statue en bronze d'Alfred Nobel, réalisée par les sculpteurs Sergeï Alipov (ru) et Pavel Chevtchenko (ru), est inaugurée sur un quai de la Grande Nevka à Saint-Pétersbourg, ville où a résidé Alfred Nobel[26].
- Pour le centenaire de sa mort, une œuvre du sculpteur sevranais Christian Kazan, intitulée L’Élévation, est érigée place Gaston-Bussière, place centrale de Sevran, le 14 décembre 1996. Autour de la sculpture sont disposées cinq colonnes qui symbolisent les cinq prix Nobel et les cinq lettres du nom du savant. Mille messages de paix, rédigés par les écoliers sevranais, ont été déposés dans un coffre scellé au pied de la sculpture[27].

- L'astéroïde (6032) Nobel a été découvert en 1983 à l'observatoire d'astrophysique de Crimée.
- L'élément chimique nobélium a été appelé ainsi en son honneur.

### Rues
On trouve des rues ou voies Alfred-Nobel dans plusieurs villes, telles que :
- en France : Montpellier, Le Havre, Pau, Nantes, Orvault…
- au Canada : Montréal, Québec, Drummondville…
- aux États-Unis : Commerce, Alcoa, Longwood, Rogers…
- en Australie : Cranbourne, Highbury…
- en Norvège : Oslo…
- en Bulgarie : Sofia…

### Divers
- Il existe une université Alfred Nobel à Dnipro (Ukraine)

## Médiagraphie

### Filmographie
- En 2014, le téléfilm allemand Madame Nobel réalisé par Urs Egger relate la relation amicale entre Bertha von Suttner et Alfred Nobel interprétés respectivement par Birgit Minichmayr et Sebastian Koch[28].

## Filmographie
- Madame Nobel film réalisé par Urs Egger - 2014